# Opostirus
Opostirus is een geslacht van kevers uit de familie somberkevers (Zopheridae).
De geslachtsnaam werd in 1865 gepubliceerd door Theodor Franz Wilhelm Kirsch. Hij beschreef tevens de typesoort, Opostirus exsectus, uit Bogotà (Colombia).
Opostirus is monotypisch; O. exsectus is de enige soort in het geslacht.